# Збарацький Микола Васильович
Микола Васильович Збарацький (15 лютого 1954 , Ладан, Чернігівська область  — 3 лютого 2022 , Кіпті ) — український композитор, артист, автор музики знаменитої пісні «Я козачка твоя» у виконанні Раїси Кириченко. Артист Чернігівського обласного філармонійного центру фестивалів та концертних програм. Заслужений артист України (2007).
У серпні 2015 року затриманий за підозрою в розбещенні неповнолітньої дівчини. 23 листопада суд визнав композитора винним.